# Anna Oxa
Anna Oxa (születési neve: Iliriana Hoxha; Bari, 1961. április 28.-) olasz énekesnő, televíziós műsorvezető.
Már gyermekkora óta szülővárosának zongorabárjaiban énekelt Sabino Scianellivel, a város egyik ismert zongoristájával.
Énekesnőként 1978-ban debütált a Sanremói Dalfesztiválon az Oxanna albumával, amiről az Un'emozione da poco dalával lett ismert. Karrierjének legismertebb dalai: È tutto un attimo, Donna con te, Quando nasce un amore,Senza di me, Storie, Senza pietà, Tutti i brividi del mondo, Ti lascerò és más dalok.
Számos énekessel énekelt duettet, mint például Fausto Leali, Ivano Fossati, Lucio Dalla, Rino Gaetano, Giorgio Gaber és Roberto Vecchioni. Olyan előadók dalait dolgozta fel, mint Claudio Baglioni, Francesco De Gregori, Fabio Concato és Lucio Battisti, Tizennégy alkalommal vett részt a Sanremói Dalfesztiválon. Kétszer lett második helyezett: 1978-ban az Un emozione da poco és 1997-ben Storie dalaival. A fesztivált kétszer nyerte meg 1989-ben Fausto Lealival a Ti lasceró duettjükkel és 1999-ben a Senza pietà.
A Rai Fantastico 9 és a Fantastico 10 műsorait vezette, emellett az 1994-es Sanremói Fesztivál háziasszonya volt.

## Élete
1961. április 28-án született Bariban, édesapja albán származású menekült volt, aki Kruja városból származott, és Enver Hoxha, Albánia diktátorának egyik rokona volt. Anna művésznevét ebből változtatta Oxára. Édesanyja olasz. Anna, Bari San Pasquele negyedében nőtt fel. Évek óta vegán.

### 1970-es évek
Anna 1978-ban debütált és vált széles körben ismertté Sanremóban az Un'emozione da poco (Kicsi érzelem) című dallal, amit Ivano Fossati énekes-dalszerző írt neki. Zenéje punk stílusú volt és Anna androgün kínézetű volt.
Ebben az évben a Festivalbaron is szerepelt ugyancsak Fossati írta neki a Fatelo con me című dalt.
Ezt követően Lucio Dalla és Rino Gaetano énekes, dalszerzőkkel kezdett dolgozni, akikkel 1979-ben elkészítették második albumát Anna Oxa címen ekkor jelent meg Il pagliaccio azzurro című dala is. Az album dalait játszották le az Egy fiú, egy lány (Maschio, femmina, fiore, frutto) című 1980-as filmben, amelyben Anna kettős szerepet játszott, egy fiú-lány ikertestvérpár szerepében.

### 1980-as évek

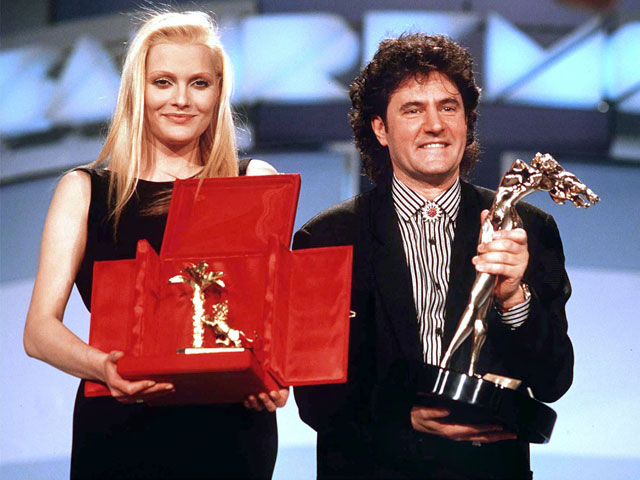
Anna Oxa Fausto Lealival megnyerte 1989-ben a Sanremói fesztivált és ők képviselték abban az évben Olaszországot az Eurovíziós Dalfesztiválon

1980-ban megjelent a Controllo totale dala, amely a The Motels Total Control dalának olasz feldolgozása volt. Harmadik albumán már Amedeo Minghi és Marco Luberti dalszövegírók dolgoztak.
1982-ben ismét szerepelt Sanremóban, ekkor már teljesen más külsővel: szőke hajjal és nőies megjelenéssel. Az Io no dalt adta elő, amit Mario Lavezzi és Oscar Avogardo írtak. 1983-ban felénekelte a Senza di me (Nélkülem) című dalt a Festivalbaron, ami az ausztrál Moving Pictures együttes What about me? (Mi lesz velem?) dalának olasz nyelvű feldolgozása. A dal Carlo Vancanzi rendező 1983-as Vacanze di Natale (Karácsonyi vakáció) című filmjének egyik betétdala lett.
1984-ben harmadik alkalommal vett részt a versenyen, Non scendo (Nem bukom el) dalt adta elő. Ebben az évben adta ki újabb lemezét Mario Lavezzi közreműködésében.
1985-ben negyedik alkalommal énekelt a Sanremói Fesztiválon, az A lei (Neki) című dallal 7. helyezést ér el.
1986-ban ötödik alkalommal szerepelt a versenyen az új lemezének címadó, É tutto un attimo (Minden csak egy pillanat) című dalával, amivel kisebb botrányt keltett a fesztiválon: a dalt ugyanis egy olyan ruhában adta elő, amiből a köldöke kilátszott, eddig ez példátlan volt a fesztivál történetében. Ez év nyarán a Festivalbaron is szerepelt L'ultima cittá dalával. A lemezen az Aspettando Quazim és a Goodbye Anna dalaiban az akkor elhunyt édesapjáról emlékezik meg. A lemezén Pino Danielével együtt dolgozott.
1988-ban a Sanremói Fesztiválon fellépett a Quando nasce un amore (Amikor szerelem születik) dalával, amely karrierjének egyik legsikeresebb dalává vált.
Ebben az évben debütált műsorvezetőként a Rai 1 Fantastico szórakoztató műsorában.
1989-ben megnyerte a fesztivált Fausto Lealival duettben énekelt Ti lasceró dallal, így ők képviselték Olaszországot az azévi Eurovíziós Dalversenyen, ahol az Avrei voluto dalukkal 9. helyet érték el. Ebben az évben megjelent 6. albuma Tutti i brividi del mondo címmel.

### 1990-es évek
1990-ben nyolcadik alkalommal szerepelt Sanremóban, ahol a Donna con te című dalt adta elő, amit eredetileg Patty Pravo énekesnőnek szántak, ám az énekesnőnek nem tetszett a dal, így Anna énekelte el.
1992-ben jelent meg 7., Di questa vita című albuma, miután megszületett első lánya, Francesca. Az albumon levő dalokat Gianni Belleno és szövegeit Fabrizio Berlincioni írták. Időközben kiadót váltott, a CBS csődje után a Sonyhoz szerződött.
1994-ben ismét részt vett a Sanremói Fesztiválon, ezúttal műsorvezető volt Pippo Baudo és Cannelle mellett.
1996-ban megjelent Anna non si lascia lemeze és részt vett a Festivalbaron a Spot című dalával.
1997-ben válogatáslemeze jelent meg Storie – I miei più grandi successi címen. Ez volt a 9. legtöbbet eladott lemez abban az évben Olaszországban. A Sanremói Dalfesztiválon a Storie (Kapcsolatok) dalával a második helyezést érte el, megelőzve a fesztiválon olyan énekeseket, mint Patty Pravo, Loredana Bertè vagy Nek. Anna ebben az évben kiadót váltott, a régi kiadóját a CBS-t felvásároló Columbia Recordstól átment a Sony Musichoz.
1999-ben ismét megnyerte a Sanremói Fesztivált Senza pietá dalával, a Festivalbaron duettet énekelt Chayanne Puerto Ricó-i énekessel Camminando camminando dalával. Ebben az évben házasodott össze az ugyancsak albán származású Behgjet Paccolival, akivel házassága 2002-ig tartott. Paccoli 2011-ben pár hónapra Koszovó elnöke volt.

### 2000-es évek
2001-ben újra változtatott a külsején: ezúttal rövidre vágott, sötétbarnára festett haja lett, és vékonyra szedette szemöldökét. Ebben az évben jelent meg L'eterno movimento nagylemeze a Sony BMG kiadótól, műsorvezetője lett a Torno sabato című műsornak a Rai 1-en.
2006-ban 13. alkalommal vett részt a Sanremói Dalfesztiválon, ahol előadta Processo a me stessa (Per magammal szemben) című dalt, aminek stílusa az opera és az etno-zenével keveredett, a dal végül nem jutott döntőbe. Ettől az évtől Anna tudatosan kerülte a médianyilvánosságot. Ekkor házasodott össze Marco Sansonettivel, testőrével. 2009. június 21-én ő is részt vett több olasz énekesnővel együtt az Amiche per L'Abruzzo jótékonysági koncerten, ezt a koncertet Laura Pausini kezdeményezésére rendezték meg, hogy a L'Aquilai földrengés áldozatait megsegítsék. Anna ugyan fellépett, de kérésére levágták a koncertfelvételt tartalmazó DVD-ről a szereplését a zenei kihangosítással kapcsolatos problémái miatt.

## Zenei műsorokban való részvételei és elismerések

### Sanremói Fesztivál
| Év   | Előadó(k) neve          | Dal címe              | Dalszövegíró                                                                     | Kategória | Helyezés                | Díjak                                                               |
| ---- | ----------------------- | --------------------- | -------------------------------------------------------------------------------- | --------- | ----------------------- | ------------------------------------------------------------------- |
| 1978 | Anna Oxa                | Un'emozione da poco   | Ivano Fossati, Guido Guglielminetti                                              | Előadó    | 2                       | Fiatalok Díja első helyezett ,"Előadók" kategória második helyezett |
| 1982 | Anna Oxa                | Io no                 | Oscar Avogadro, Mario Lavezzi                                                    | Egyedi    | Bejutott a döntőbe      |                                                                     |
| 1984 | Anna Oxa                | Non scendo            | Oscar Avogadro, Mario Lavezzi                                                    | Bajnok    | 7                       |                                                                     |
| 1985 | Anna Oxa                | A lei                 | Roberto Vecchioni, Mauro Paoluzzi                                                | Bajnok    | 7                       |                                                                     |
| 1986 | Anna Oxa                | È tutto un attimo     | Adelio Cogliati, Franco Ciani, Mario Lavezzi, Umberto Smaila                     | Bajnok    | 5                       |                                                                     |
| 1988 | Anna Oxa                | Quando nasce un amore | Adelio Cogliati, Franco Ciani, Piero Cassano                                     | Bajnok    | 7                       |                                                                     |
| 1989 | Anna Oxa & Fausto Leali | Ti lascerò            | Franco Fasano, Fausto Leali, Franco Ciani, Fabrizio Berlincioni, Sergio Bardotti | Bajnok    | 1                       | Első helyezés                                                       |
| 1990 | Anna Oxa                | Donna con te          | Danilo Amerio, Luciano Boero                                                     | Bajnok    | Bejutott a döntőbe      |                                                                     |
| 1997 | Anna Oxa                | Storie                | Depsa, Marco Marati, S. Monetti, Angelo Valsiglio, Fio Zanotti                   | Bajnok    | 2                       | Második helyezés                                                    |
| 1999 | Anna Oxa                | Senza pietà           | Claudio Guidetti, Alberto Salerno                                                | Bajnokok  | 1                       | Első helyezés                                                       |
| 2001 | Anna Oxa                | L'eterno movimento    | Laurex, Giuseppe Fulcheri                                                        | Bajnokok  | 10                      |                                                                     |
| 2003 | Anna Oxa                | Cambierò              | Marco Falagiani, Marco Carnesecchi, Anna Oxa                                     | Bajnokok  | 14                      |                                                                     |
| 2006 | Anna Oxa                | Processo a me stessa  | Pasquale Panella, Anna Oxa, Alessandra Miori                                     | Nők       | Nem került be a döntőbe |                                                                     |
| 2011 | Anna Oxa                | La mia anima d'uomo   | Lorenzo Imerico, Anna Oxa, Roberto Pacco                                         | Művészek  | Nem került be a döntőbe | AFI díj                                                             |

### Festivalbar
- 1978: Fatelo con me
- 1983: Senza di me (What about me)
- 1984: Eclissi totale
- 1985: Parlami
- 1986: L'ultima città
- 1988: Oltre la montagna
- 1989: Tutti i brividi del mondo
- 1992: Mezzo angolo di cielo
- 1993: Prendila così
- 1996: Spot
- 1997: Medley: Tutti i brividi del mondo-È tutto un attimo-Donna con te
- 1999: Camminando camminando (Chayanne énekessel duett)
- 2001: Un'emozione da poco (remix)
- 2003: Il muro

## Televíziós műsorvezetései
- Fantastico (Rai 1, 1988-1989)
- Viaggio al centro della musica (TMC, 1992-1993)
- Sanremói Dalfesztivál (Rai 1, 1994) műsorvezetőnő
- Mai dire gol (Italia 1,1997)
- Torno sabato (Rai 1, 2001)
- Ballando con le stelle (Rai 1, 2013) Versenyző
- Amici di Maria De Filippi (Canale 5, 2016) Zsűritag

## Diszkográfia
- 1978 – Oxanna
- 1979 – Anna Oxa
- 1983 – Per sognare, per cantare, per ballare
- 1984 – La mia corsa
- 1985 – Oxa
- 1986 – È tutto un attimo
- 1988 – Pensami per te
- 1989 – Tutti i brividi del mondo
- 1992 – Di questa vita
- 1993 – Do di petto
- 1996 – Anna non si lascia
- 1999 – Senza pietà
- 2001 – L'eterno movimento
- 2003 – Ho un sogno
- 2010 – Proxima
- 2011 – Proxima Special Edition

## Filmográfia
- Egy fiú, egy lány (1980)